# Lucifer's Realm
Lucifer's Realm es un videojuego de aventura desarrollado por Jyym Pearson y publicado por Med Systems Software para Atari 8-bit en 1981 y para TRS-80 en 1982 y más tarde se lanzó una versión mejorada publicada por American Eagle Software para Apple II y Commodore 64 en 1984 y por All American Adventures para Atari 8-bit y Commodore 64 en 1985.

## Sinopsis
Después de tu muerte en el hospital, te enviaron por error al infierno desde las puertas del cielo, donde descubres que el propio Lucifer tiene sus propios problemas. Ha descubierto que Adolf Hitler está intentando formar un ejército que incluya a Mussolini y al reverendo Jim, para derrocar a Lucifer y apoderarse del infierno. Te ha encomendado detener a Hitler en su lucha por el poder y, como recompensa, podrás regresar al cielo.

## Jugabilidad
Lucifer's Realm es una aventura de texto gráfico en la que se ve imágenes de cada ubicación, mientras que el texto a continuación describe lo que se puede ver en la ubicación. Se escribe comandos con el teclado para controlar al héroe e interactuar con varias ubicaciones.

## Recepción
Aktueller Software Markt escribió: Una aventura completamente emocionante diseñada gráficamente para ser tan fascinante como "Masquerade". Por supuesto, puede haber opiniones divididas sobre la prohibición del juego. Pero al menos no hay que masacrar a la gente "indiscriminadamente" como en "Viernes 13".
Zzap! escribió: "A pesar de estas deficiencias, el mago se rió bastante con este programa. Si Adolph Eichmann no te está vaporizando, estás charlando con John Wilkes Booth (quien asesinó a Lincoln) o arrojándote por los desagües estigios. Este juego no se acerca al estándar de Infocom (o Activision, o incluso el Level 9), pero permanece en mi estante hasta que tenga a ese cerdo nazi metido en lava hasta los hombros".